# Giro dell'Appennino 1952
Il Giro dell'Appennino 1952, tredicesima edizione della corsa, si svolse il 3 agosto 1952, su un percorso di 262 km. La vittoria fu appannaggio dell'italiano Giorgio Albani, che completò il percorso in 7h17'00", precedendo i connazionali Giuseppe Minardi e Rinaldo Moresco.
I corridori che partirono furono 88, mentre coloro che tagliarono il traguardo di Pontedecimo furono 47.

## Ordine d'arrivo (Top 10)
| Pos. | Corridore        | Squadra         | Tempo    |
| ---- | ---------------- | --------------- | -------- |
| 1    | Giorgio Albani   | Legnano         | 7h17'00" |
| 2    | Giuseppe Minardi | Legnano         | s.t.     |
| 3    | Rinaldo Moresco  | Arbos           | s.t.     |
| 4    | Nino Defilippis  | Legnano         | s.t.     |
| 5    | Danilo Barozzi   | Atala           | s.t.     |
| 6    | Alfredo Martini  | Welter          | s.t.     |
| 7    | Giancarlo Astrua | Atala           | s.t.     |
| 8    | Lido Sartini     | Benotto         | s.t.     |
| 9    | Loretto Petrucci | Bianchi-Pirelli | a 3'25"  |
| 10   | Luciano Maggini  | Atala           | s.t.     |